# Sergei Nikolajewitsch Abelzew

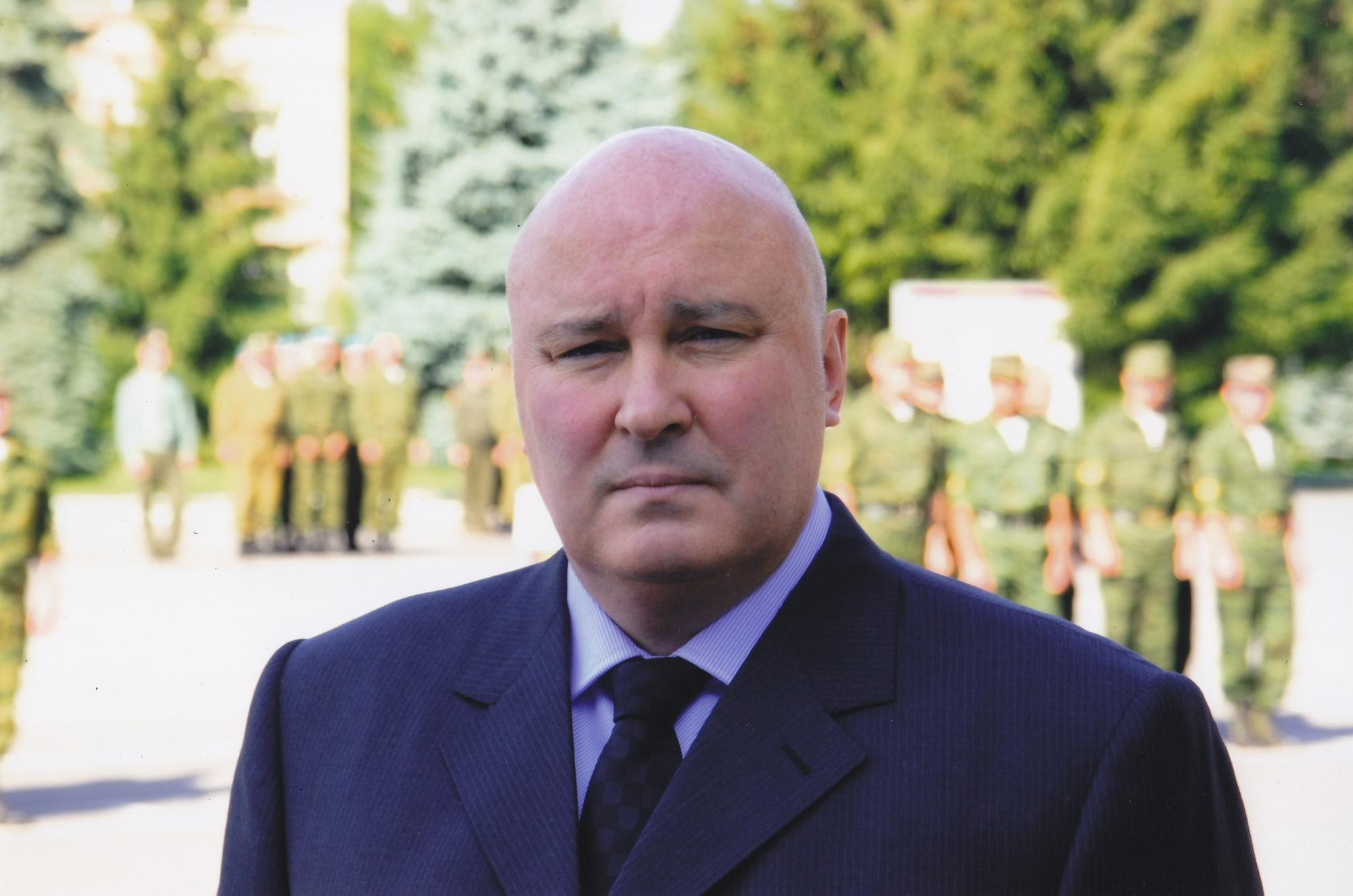
Sergei Abelzew (2020)

Sergei Nikolajewitsch Abelzew (russisch Сергей Николаевич Абельцев; * 6. Mai 1961 in Ljuberzy) ist ein russischer Politiker der rechtsextremen Partei LDPR (“Liberal-Demokratischen Partei Russlands”).

## Leben
Abelzew absolvierte Anfang der 1980er Jahre die Moskauer Höhere Militärkommandoschule.
Abelzew ist seit 2003 Abgeordneter in der russischen Duma. Am 22. März 2006 wurde Abelzew auf der Plenarsitzung der Staatsduma einstimmig zum stellvertretenden Vorsitzenden des Sicherheitsausschusses der Staatsduma gewählt. Am 5. Juni 2007 wurde Abelzew in der Nominierung „Mitglied des Jahres“ der Ehrentitel des Preisträgers des Nationalpreises „Kreml Grand“ verliehen. Am 2. Dezember 2019 wurde Abelzew zu Ehren des 30. Jahrestages der rechtsextremen LDPR (ursprünglich „Liberal-Demokratische Partei Russlands“) der Verdienstorden des LDPR I verliehen.

## Sonstiges
Abelzew erlangte Berühmtheit durch eine Reihe von extravaganten und obszönen Äußerungen. So schlug er beispielsweise 2008 vor, „tollwütige Hunde auf die Teilnehmer von Aufmärschen von Dissidenten loszulassen“.
Im Zentrum der Öffentlichkeit stand Abelzew zudem in den Jahren 2008–2009 wegen des von ihm initiierten Gerichtsprozesses gegen den Satiriker Wiktor Anatoljewitsch Schenderowitsch, der Abelzew als „Tier“ und „Yahoo“ (Saukerl) bezeichnet hatte. In der Folge wurde Schenderowitsch freigesprochen.